# Bertil Tallberg
Bertil Tallberg (* 17. September 1883 in Helsinki; † 20. April 1963 ebenda) war ein finnischer Segler.

## Erfolge
Bertil Tallberg, der Mitglied von Nyländska Jaktklubben war, nahm an den  Olympischen Spielen 1912 in Stockholm in der 8-Meter-Klasse als Skipper der Lucky Girl teil. Bei der in Nynäshamn stattfindenden Regatta gelang dem finnischen Boot ebenso wie der schwedischen Sans Atout in insgesamt zwei Wettfahrten jeweils ein zweiter Platz, sodass es zum Stechen zwischen diesen beiden Booten kam, in dem sich die Sans Atout durchsetzte. Damit erhielt Tallberg neben den Crewmitgliedern Arthur Ahnger, Emil Lindh, Georg Westling und seinem Bruder Gunnar Tallberg die Bronzemedaille.
Neben Gunnar Tallberg waren auch zahlreiche weitere Familienmitglieder Tallbergs bei olympischen Segelregatten aktiv. Seine Enkel Henrik, Johan und Peter Tallberg segelten ebenso bei Olympia wie sein Urenkel Mathias Tallberg, der Sohn von Peter Tallberg.